# Bengelchen liebt kreuz und quer
Bengelchen liebt kreuz und quer is een West-Duitse filmkomedie uit 1968 onder regie van Marran Gosov. De hoofdrol, tevens titelrol, in deze film werd gespeeld door Harald Leipnitz. Andere rollen waren voor Brigitte Skay, Renate Roland en Marianne Wischmann. De film kan gezien worden als een zogenoemde sequel van Gosovs eerdere zedenschets Engelchen - oder die Jungfrau von Bamberg. Uitvoerend producent van de film was Rob Houwer. De première vond plaats op 20 december 1968.
In Nederland werd de film aanvankelijk vertoond onder de titel Bengeltje, maar in 1970 werd de titel gewijzigd in het commercieel beter klinkende Driemaal daags een andere bruid. De film was in de bioscoop alleen toegankelijk voor 18 jaar en ouder.

## Verhaal
De film draait om de vrijgezelle wijnverkoper Georg. Hij woont nog thuis bij zijn ouders, net als zijn broer en diens gezin. Hij is een regelrechte Don Juan en heeft vele kortstondige liefdesrelaties. Hiermee brengt hij zijn familieleden in verlegenheid. Als zijn broer een nieuwe baan dreigt mis te lopen door de escapades van de inmiddels ingestorte Georg, besluit de familie dat het genoeg is geweest: Georg moet trouwen. Ze kiezen het plattelandsmeisje Irene uit als toekomstige bruid, maar Georg doorziet het plan. Als grap brengt hij nu iedere avond een ander meisje mee naar huis dat hij voorstelt als zijn bruid.